# Odrodzenie liberum conspiro
Liberum conspiro (łac. wolna konspiracja) – w latach siedemdziesiątych XIX wieku dorastało i wchodziło w życie publiczne nowe pokolenie, dla którego klęska powstania była przede wszystkim wspomnieniem rodziców. Młoda polska inteligencja, kształcona na ideałach pozytywistycznych, obserwująca ruch narodnicki w Rosji, chłonąca to, co się działo w Europie Zachodniej, tworzyła na przełomie lat siedemdziesiątych i osiemdziesiątych środowisko i formację umysłową nastawioną na wyrwanie się z letargu popowstaniowego. Pozytywistyczna praca organiczna nie wystarczała im jako forma aktywności. Nie zapobiegała represjom ze strony zaborców ani nie zlikwidowała niesprawiedliwości i konfliktów w życiu społecznym. To środowisko „niepokornych”, jak nazwie je publicysta Bohdan Cywiński w swojej, wydanej w 1971 r., książce „Rodowody niepokornych”, dało w latach siedemdziesiątych i osiemdziesiątych XIX w. początek polskim obozom politycznym; obozy te przetrwały w ogólnych zarysach do II wojny światowej, a i w czasach obecnych wyznaczają w dużej mierze formy myślenia polskich elit politycznych o sprawach publicznych.
Ruch socjalistyczny, ludowy i nacjonalistyczny tworzyło środowisko inteligenckie, szukające wyjścia z sytuacji, w której nie akceptowana rzeczywistość wydawała się w gruncie rzeczy niezmienna, a jawna ekspresja własnych poglądów i przekonań była uniemożliwiana przez panujący system. Środowisko to szukało nowych form aktywnego wpływania na rzeczywistość zbiorowości, za którą czuło się odpowiedzialne, mając silne poczucie misji społecznej.
W warunkach polskich sprawy narodowe nieodłącznie wiązały się z programami społecznymi i każdy tworzący się ruch musiał ustalić swój stosunek do sprawy niepodległości. Rzeczywistość ówczesnej Polski była taka, iż każda forma aktywności wiązała się z problemem losów narodu polskiego.